# 斯莫良卡河 (傑斯納河支流)
斯莫良卡河（烏克蘭語：Смолянка），是烏克蘭的河流，位於該國北部，流經切爾尼戈夫州，屬於傑斯納河的左支流，發源自贊基，流經科馬里夫卡、伊爾林齊和贝雷斯托韦茨，河口處在克拉季基夫卡和沃洛維察亞之間。